# Artykuł 1
Artykuł 1 (wł. Articolo 1) – włoska lewicowa partia polityczna, powołana w 2017 i działająca do 2023. Ideologia ugrupowania zaliczana jest do nurtu socjaldemokracji i socjalizmu demokratycznego. Początkowo działała pod nazwą Artykuł 1 – Ruch Demokratyczny i Postępowy (wł. Articolo 1 – Movimento Democratico e Progressista).

## Historia
Powstanie formacji wiąże się z rozłamem w Partii Demokratycznej. W lutym 2017 liderzy jej lewicowej frakcji, m.in. Enrico Rossi i Roberto Speranza, publicznie krytykowali jej lidera Mattea Renziego, który dwa miesiące wcześniej ustąpił z funkcji premiera po porażce rządowej kampanii referendalnej. 19 lutego 2017 Matteo Renzi zrezygnował także z funkcji sekretarza PD, deklarując jednocześnie ponowne ubieganie się o tę funkcję w partyjnych wyborach za kilka miesięcy. Nie zapobiegło to jednak rozłamowi w ugrupowaniu – 25 lutego ogłoszono tworzenie nowej formacji.
Do MDP dołączyło początkowo blisko 40 deputowanych, poza byłymi członkami demokratów znalazło się kilkunastu posłów związanych z rozwiązaną w grudniu 2016 partią Lewica, Ekologia, Wolność. Przyłączyło się także kilkunastu senatorów i trzech eurodeputowanych. Wśród organizatorów ruchu znaleźli się Enrico Rossi i Roberto Speranza (który został koordynatorem krajowym), dwaj byli liderzy PD (Pier Luigi Bersani i Guglielmo Epifani), a także Felice Casson, Massimo D’Alema, Vasco Errani i Flavio Zanonato.
W wyborach w 2018 ugrupowanie współtworzyło lewicową koalicję Wolni i Równi, która otrzymała około 3% głosów i wprowadziła niespełna 20 swoich przedstawicieli do obu izb parlamentu. W 2019 lider partii wszedł w skład gabinetu Giuseppe Contego. W 2021 formacja dołączyła do szerokiej koalicji popierającej nowo powołany rząd Maria Draghiego, otrzymując w nim jedno stanowisko ministerialne. W 2022 kandydaci Artykułu 1 startowali do parlamentu z listy skupionej wokół PD, partia uzyskała wówczas kilka mandatów poselskich. W 2023 ugrupowanie przyłączyło się do Partii Demokratycznej.